# Langerringen

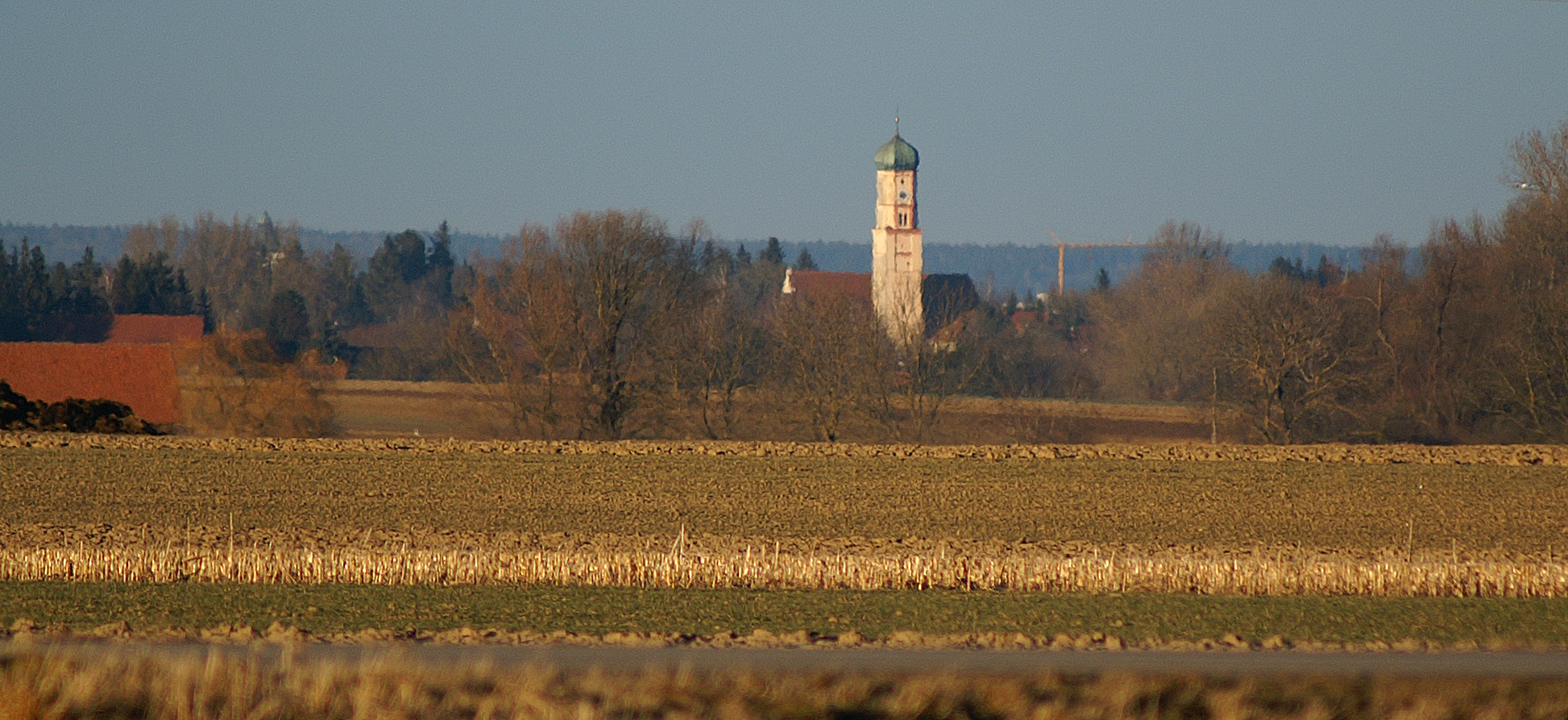
Langerringen von Süden

Langerringen (sprich: Lang-Erringen) ist eine Gemeinde im schwäbischen Landkreis Augsburg.

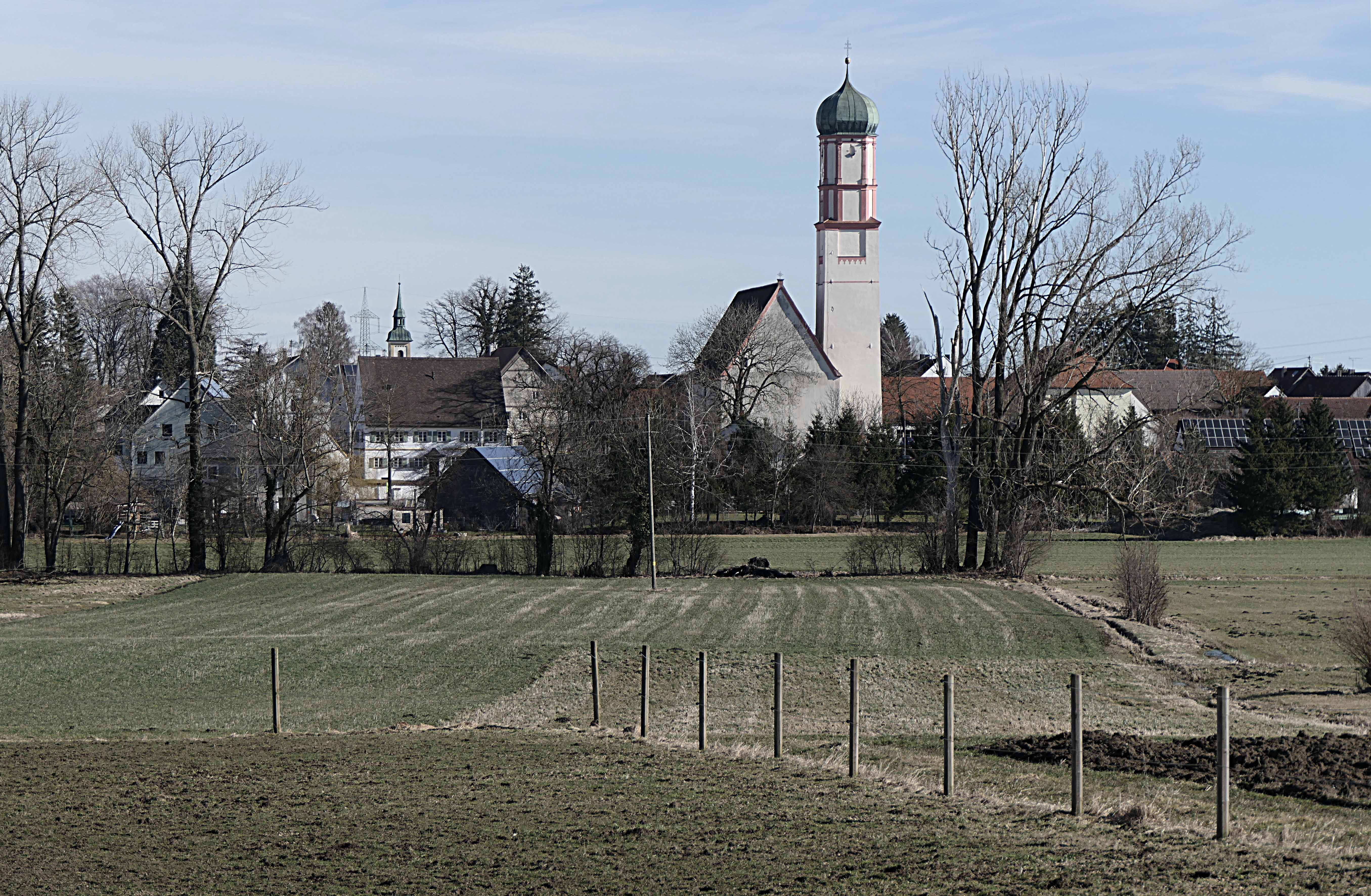
Langerringen von Westen

## Geographie

### Lage
Das Dorf Langerringen liegt im Süden des Landkreises Augsburg. Langerringen ist ein typisches Straßendorf, das neben zwei Hauptstraßenzüge im Nordwesten und Nordosten erweitert ist durch später hinzugekommene Siedlungen, die je nach Relation als Neubaugebiete bezeichnet werden können.
Zudem ist das Dorf durch die Singold und ihre Nebenflüsse und den daraus resultierenden Auenlandschaften geprägt. Die Singold verläuft westlich des Hauptstraßenzugs und trennt die westlich vorgelagerten Siedlungen vom Dorfkern.

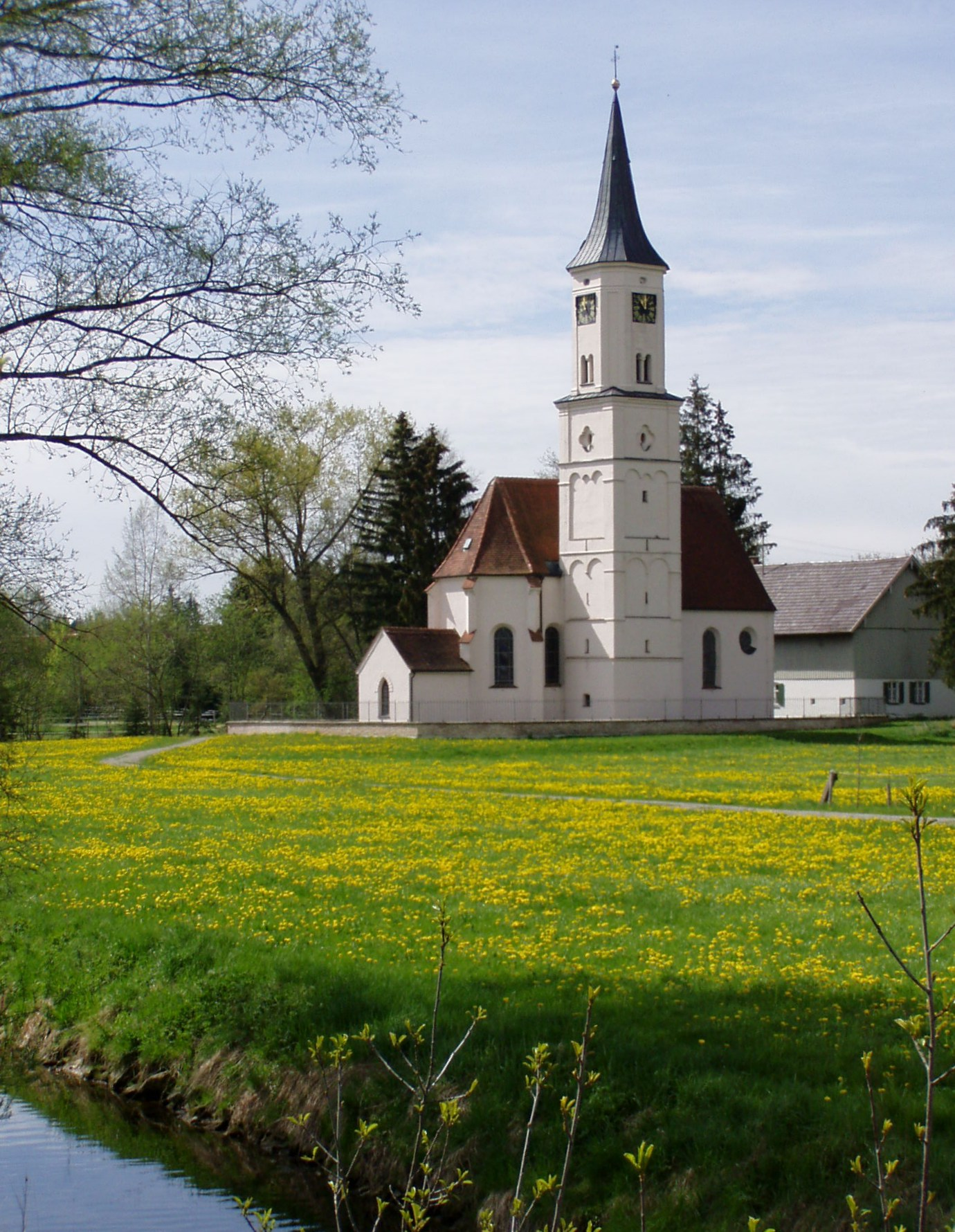
Westerringen - St. Vitus

### Gemeindegliederung
Die Gemeinde besteht aus acht Gemeindeteilen auf drei Gemarkungen:
| Gemarkung        | Gemeindeteil     | Ortstyp   |
| ---------------- | ---------------- | --------- |
| Langerringen     | Burghof          | Einöde    |
| Langerringen     | Einöde           | Weiler    |
| Langerringen     | Falkenberg       | Dorf      |
| Gennach          | Gennach          | Pfarrdorf |
| Langerringen     | Langerringen     | Pfarrdorf |
| Schwabmühlhausen | Schwabaich       | Weiler    |
| Schwabmühlhausen | Schwabmühlhausen | Pfarrdorf |
| Langerringen     | Westerringen     | Kirchdorf |

## Geschichte
Der Ortsadel der Edlen von Erringen hatte hier im 12. und 13. Jahrhundert ihren Sitz. Sie werden als Ministerialen des Augsburger Hochstifts mehrfach genannt. Um 1300 gaben sie ihre bischöflichen Lehen wieder auf. Im Jahr 1460 erwarb das Domstift Augsburg den Hof und weitere Güter als Lehen vom Hochstift Augsburg und richtete im Ort ein Pflegamt ein. Bis ins 17. Jahrhundert hieß der Ort Erringen. Auch der Ortsteil Westerringen gehörte dem Domstift Augsburg. Ab 1806 gehörte der Ort zum Königreich Bayern. Danach teilte Langerringen die Geschichte seines größeren Umlandes. Am 17. April 1945 marschierten amerikanische Truppen in Langerringen ein. In den Jahren 1934 und 1935 wurden die Singold und der Röthenbach reguliert. Von 1939 bis zur Auflösung 1972 gehörte Langerringen zum ehemaligen Landkreis Schwabmünchen.

## Einwohnerentwicklung
Zwischen 1988 und 2018 wuchs die Gemeinde von 2824 auf 3820 um 996 Einwohner bzw. um 35,3 %.

## Eingemeindungen
Im Zuge der Gebietsreform in Bayern wurden am 1. Mai 1978 die Gemeinden Gennach und Schwabmühlhausen eingegliedert.

## Politik und Öffentliche Verwaltung
Die Gemeinde ist Mitglied der Verwaltungsgemeinschaft Langerringen.

### Gemeinderat
Die Gemeinderatswahlen seit 2014 ergab folgende Stimmenanteile und Sitzverteilungen:
| Partei/Liste               | 2020 | 2020  | 2014  |
| Partei/Liste               | %    | Sitze | Sitze |
| -------------------------- | ---- | ----- | ----- |
| CSU/Unabhängige Wähler     | 45,4 | 8     | 8     |
| SPD                        | 12,3 | 2     | 2     |
| Freie Wähler               | 27,1 | 4     | 4     |
| Dorfliste Schwabmühlhausen | 15,1 | 2     | 2     |
| Gesamt                     | 100  | 16    | 16    |

### Bürgermeister
Erster Bürgermeister ist seit 1. Mai 2020 Marcus Knoll (CSU/Unabhängige Wähler); dieser hatte bei der Wahl am 15. März 2020 einen Mitbewerber und erhielt 67,7 % der Stimmen. Sein Vorgänger war von Mai 2002 bis April 2020 Konrad Dobler (CSU/Unabhängige Wähler).

### Wappen
| Wappen Gde. Langerringen | Blasonierung: „In Blau auf grünem Berg ein oben stumpfer silberner Quaderturm mit offenem Tor.“ |
| Wappen Gde. Langerringen | Wappenbegründung: Der im Gemeindewappen abgebildete Wohnturm ist einem Fresko der Leonhardskapelle in Langerringen entnommen, das zur Zeit der Wappengestaltung 1838 an der Chorwand noch zu sehen war, heute aber nicht mehr existiert. Der im Gemeindewappen dargestellte Wohnturm soll an die Burg des Ortsadels, die Edlen von Erringen, erinnern, die im 12. und 13. Jahrhundert hier ihren Sitz hatten. Dieses Wappen wird seit 1838 geführt. |

### Gemeindepartnerschaften
Seit 17. Juni 2000 besteht eine Partnerschaft mit der französischen Gemeinde La Baconnière.

## Bauwerke
- Katholische Pfarrkirche St. Gallus

## Persönlichkeiten
- Leonhard Friedrich (1788–1862), Pfarrer und Politiker